# Quintanamanil
Quintanamanil es una localidad del municipio de Campoo de Yuso (Cantabria, España). En el año 2012 contaba con una población de 17 habitantes (INE). La localidad se encuentra a 845 metros de altitud sobre el nivel del mar, y a un kilómetro de la capital municipal, La Costana.

## Paisaje y naturaleza
Quintanamanil quedó muy diezmado con la inundación del pantano. Causó no solo la desaparición de parte de su caserío sino también de la amplia vega en la que se desarrollaban la mayor parte de las tareas agrícolas del pueblo. Queda una minúscula parte de aquella planicie en dirección a La Costana.

## Patrimonio histórico
La iglesia de San Miguel quedó, afortunadamente, por encima del nivel de las aguas del embalse. Existe fecha de construcción de la iglesia en el año1.561, que coincide plenamente con sus carácter´siticas estilísticas, en la tónica de las iglesias de Monegro, Villasuso, Quintanilla, etc, en las que se nota una dependencia de los procedimientos constructivos del gótico tardío. En Quintanamanil, el ábside es cuadrado y se refuerza con contrafuertes ligeramente escalonados y oblicuos en las esquinas. La espadaña es ya plenamente barroca, posiblemente del XVIII. En el interior merece la pena un Cristo crucificado de gran tamaño, del XVII.
- Datos: Q5489888